# Vol. 3: (The Subliminal Verses)
Vol. 3: (The Subliminal Verses) er det fjerde album fra metalbandet Slipknot som blev udgivet i maj 2004 gennem Roadrunner Records. Produceren til albummet var Rick Rubin som er meget kendt for hans arbejde med bands som Red Hot Chili Peppers, Slayer og System of a Down.
I 2005 blev der udgivet en speciel version af CDen med en bonus disk inkluderet.

## Numre
1. "Prelude 3.0" – 3:57
2. "The Blister Exists" – 5:19
3. "Three Nil" – 4:48
4. "Duality" – 4:12
5. "Opium Of The People" – 3:12
6. "Circle" – 4:22
7. "Welcome" – 3:15
8. "Vermilion" – 5:16
9. "Pulse of the Maggots" – 4:19
10. "Before I Forget" – 4:38
11. "Vermilion Pt. 2" – 3:44
12. "The Nameless" – 4:28
13. "The Virus of Life" – 5:25
14. "Danger – Keep Away" – 3:16

### Bonus Disk
1. "Don't Get Close" – 3:47 (B-Side fra Vol. 3)
2. "Scream" – 4:31 (B-Side fra Vol. 3)
3. "Vermillion (Terry Date Mix)" – 5:25
4. "Danger: Keep Away" – 7:55
5. "The Blister Exists" – 5:17 (Live)
6. "Three Nil" – 4:57 (Live)
7. "Disasterpiece" – 5:25 (Live)
8. "People = Shit" – 3:54 (Live)

## Musikere
- Corey Taylor – Vokal
- Mick Thomson — Guitar
- Shawn Crahan — Perkussion
- Craig Jones — Keyboard
- James Root — Guitar
- Chris Fehn — Perkussion
- Paul Gray — Bas
- Joey Jordison — Trommer
- Sid Wilson — Turntables

## Placering på hitliste

### Album
| År   | Hitliste            | Placering |
| ---- | ------------------- | --------- |
| 2004 | The Billboard 200   | 2         |
| 2004 | Top Canadian Albums | 2         |
| 2004 | Top Internet Albums | 2         |

### Singler
| År   | Single            | Hitliste               | Placering |
| ---- | ----------------- | ---------------------- | --------- |
| 2004 | "Duality"         | Mainstream Rock Tracks | 5         |
| 2004 | "Duality"         | Modern Rock Tracks     | 6         |
| 2004 | "Duality"         | UK Singles Chart       | 15        |
| 2004 | "Vermilion"       | Mainstream Rock Tracks | 14        |
| 2004 | "Vermilion"       | Modern Rock Tracks     | 17        |
| 2004 | "Vermilion"       | UK Singles Chart       | 31        |
| 2005 | "Before I Forget" | Mainstream Rock Tracks | 11        |
| 2005 | "Before I Forget" | Modern Rock Tracks     | 32        |
| 2005 | "Before I Forget" | UK Singles Chart       | 35        |